# Зубко, Геннадий Григорьевич
Геннадий Григорьевич Зубко (укр. Геннадій Григорович Зубко; род. 27 сентября 1967, Николаев, УССР, СССР) — украинский государственный деятель. Вице-премьер-министр — министр регионального развития, строительства и жилищно-коммунального хозяйства Украины в правительстве Яценюка (2014—2016) и в правительстве Гройсмана (2016—2019).

## Образование
Окончил Киевский политехнический институт по специальности «Автоматизированные системы управления» (1991), прошёл обучение по курсам: «Инвестиционный и финансовый менеджмент в строительной индустрии» (Киевский инженерно-строительный институт), «Инновационный менеджмент» (Северо-Западный университет, Чикаго, Иллинойс, США). Получил степень магистра бизнес-администрирования (МВА) в Киево-Могилянской бизнес-школе (Национальный университет «Киево-Могилянская академия»), окончил аспирантуру в Украинском НИИ «Проектстальконструкция» им. В. Шимановского (Киев) (2009). В 2012 году защитил диссертацию на тему «Организационно-технические меры по повышению эффективности реконструкции стадионов» в Харьковском национальном университете строительства и архитектуры на кафедре технологий и строительных конструкций. Кандидат технических наук.

## Трудовая деятельность
- 1986—1988 — срочная служба в Вооружённых Силах СССР.
- 1988—1990 — инженер-программист Житомирского областного производственно-технического управления связи.
- 1991—1992 — инженер-программист МП «НИВА», г. Житомир.
- 1992—1994 — коммерческий директор производственной фирмы «Сергей», г. Житомир.
- 1994—1997 — директор ООО «Маяк», г. Житомир.
- 1997—2002 — директор ООО «ТАНТАЛ», г. Житомир.
- 2001 — руководитель проекта ОАО «ЛИНОС», Лисичанский ЛПУ.
- 2002—2010 — заместитель председателя правления ОАО «Житомирский завод ограждающих конструкций», г. Житомир.
- 2003—2007 — начальник управления по координации деятельности организаций по монтажу металлических конструкций Государственной корпорации «Укрмонтажспецстрой», г. Киев.
- 2006—2010 — депутат Житомирского городского совета V созыва.
- 2010—2012 — председатель правления ПАО «Житомирский завод ограждающих конструкций».
- 2010 — работал в составе президиума Житомирской общественной организации «Совет руководителей предприятий и предпринимателей города Житомира».
- С 12 декабря 2012 — народный депутат Украины VII созыва от партии Всеукраинское объединение «Батькивщина», первый заместитель председателя Комитета Верховной Рады Украины по вопросам строительства, градостроения и жилищно-коммунального хозяйства и региональной политики.
- 2012 — руководитель Житомирского регионального избирательного штаба Объединенной оппозиции ВО «Батькивщина».
- май — июнь 2014 — врио главы Государственного управления делами.
- июнь — декабрь 2014 — первый заместитель главы Администрации президента Украины[1]
- со 2 декабря 2014 — вице-премьер-министр — министр регионального развития, строительства и жилищно-коммунального хозяйства Украины в правительстве Яценюка.
- с 14 апреля 2016 по 29 августа 2019 — вице-премьер-министр — министр регионального развития, строительства и жилищно-коммунального хозяйства Украины в правительстве Гройсмана.

## Общественная и политическая деятельность
- 2006—2010 — депутат Житомирского городского совета V созыва. Возглавлял Житомирскую областную организацию «Единого Центра», однако после ухода Виктора Балоги из Администрации президента покинул эту политическую партию.
- 2010—2012 — депутат Житомирского областного совета VI созыва, председатель фракции «Фронт перемен». Входил в состав постоянной комиссии по вопросам бюджета и коммунальной собственности.
- с мая 2012 года возглавлял Житомирский региональный избирательный штаб Объединённой оппозиции ВО «Батькивщина», при этом оставаясь беспартийным[2].

## Награды
- Орден Данилы Галицкого (10 сентября 2009) — за весомый личный вклад в социально-экономическое и культурное развитие города Житомира, многолетний добросовестный труд и по случаю 1125-летия основания города[3].
- Медаль «За отличие в воинской службе» II степени (Министерство обороны УКАЗ № 114, 28 августа 1987 года).
- Юбилейная медаль «70 лет Вооружённых Сил СССР» (Президиум ВС СССР УКАЗ № 84, 1988 года).
- Наградное оружие — пистолет «Glock 17» (4 июля 2014)[4].

## Личная жизнь
Жена — Людмила Николаевна.
Дети: сын Сергей, дочь Кристина.